# Phillipa Soo
Phillipa Anne Soo (Libertyville, 31 maggio 1990) è un'attrice e cantante statunitense, nota principalmente come interprete di musical a Broadway.

## Biografia
Soo discende da una famiglia cino-statunitense.
Frequenta la Libertyville High School dal 2005 al 2008 e si laurea alla Juilliard School nel 2012.
Nel settembre del 2017 si sposa con Steven Pasquale, con il quale era fidanzata ufficialmente dal febbraio 2016.

## Carriera
Nel 2012 ha esordito nell'Off-Broadway nel musical Natasha, Pierre & The Great Comet of 1812, per cui viene candidata al Lucille Lortel Award e al Drama League Award alla miglior attrice protagonista in un musical. Nel 2013 ottiene un ruolo nella serie televisiva Smash come una ballerina dell'ensemble di Hitlist.
Nel 2014 recita in A Little Night Music e nel 2015 debutta a Broadway con il musical Hamilton, in cui interpreta Eliza Hamilton. Per la sua performance vince il Clarence Derwent Awards all'attrice più promettente e il Lucille Lorter Award alla migliore attrice protagonista in un musical, oltre ad essere candidata al Tony Award alla miglior attrice protagonista in uno spettacolo.
Nella primavera 2017 torna a recitare a Broadway, in un adattamento musicale del film francese Il favoloso mondo di Amélie in cui la Soo interpreta il ruolo che fu di Audrey Tautou, mentre nell'autunno è nuovamente a Broadway nel dramma con Uma Thurman The Parisian Woman. Successivamente recita a Broadway nel ruolo di Cenerentola in Into the Woods (2022) e Ginevra in Camelot (2023).
Nel 2024 pubblica il libro per bambini Piper Chen Sings, scritto insieme alla cognata Maris Pasquale Doran e diventato in poche settimane un best seller del New York Times.

## Filmografia parziale

### Cinema
- Qui e ora (Here and Now), regia di Fabien Constant (2018)
- Hamilton, regia di Thomas Kail (2020)
- La galleria dei cuori infranti (The Broken Hearts Gallery), regia di Natalie Krinsky (2020)
- Tick, Tick... Boom!, regia di Lin-Manuel Miranda (2021)
- One True Loves, regia di Andy Fickman (2023)

### Televisione
- Smash - serie tv, 5 episodi (2013)
- The Code - serie TV, 13 episodi (2019)
- The Bite - serie TV, 6 episodi (2021)
- Dopesick - Dichiarazione di dipendenza (Dopesick) - serie TV, 8 episodi (2021)
- Shining Girls - serie TV (2022-in corso)
- Doctor Odyssey - serie TV (2024)

### Doppiaggio
- Oceania (Moana), regia di Ron Clements e John Musker (2016)
- L'unico e insuperabile Ivan (The One and Only Ivan), regia di Thea Sharrock (2020)
- Over the Moon - Il fantastico mondo di Lunaria (Over the Moon), regia di Glen Keane e John Kahrs (2020)

## Teatro
- Natasha, Pierre & The Great Comet of 1812, libretto e colonna sonora di Dave Malloy, regia di Rachel Chavkin. Ars Nova dell'Off-Off-Broadway (2012), Kazino Meatpacking District dell'Off-Broadway (2013)
- A Little Night Music, libretto di Hugh Wheeler, colonna sonora di Stephen Sondheim, regia di Ethan Heard. Berkshire Theatre di Strockbridge (2014)
- La scuola delle mogli di Molière, traduzione di Richard Wilbur, regia di Mark Wing-Davey. Two River Theater di Red Bank (2014)
- Hamilton, libretto e colonna sonora di Lin-Manuel Miranda, regia di Thomas Kail. Public Theater dell'Off-Broadway, Richard Rodgers Theatre di Broadway (2015-2016)
- Amélie, libretto di Craig Lucas, testi di Nathan Tysen, colonna sonora di Daniel Massé, regia di Pam MacKinnon. Ahmanson Theatre di Los Angeles (2016), Walter Kerr Theatre di Broadway (2017)
- The Parisian Woman di Beau Willimon, regia di Pam MacKinnon. Hudson Theatre di Broadway (2018)
- Tumacho di Ethan Lipton, regia di Leigh Silverman. Connelly Theater dell'Off-Broadway (2020)
- Suffs di Shaina Taub. Public Theater dell'Off-Broadway (2022)
- Into the Woods, libretto di James Lapine, colonna sonora di Stephen Sondheim, regia di Lear deBessonet. Saint James Theatre di Broadway (2022)
- Guys and Dolls, libretto di Jo Swerling e Abe Burrows, colonna sonora di Frank Loesser, regia di Marc Bruni. Kennedy Center di Washington (2022)
- Camelot, libretto di Alan Jay Lerner e Aaron Sorkin, colonna sonora di Frederick Loewe, regia di Bartlett Sher. Vivian Beaumont Theatre di Broadway (2023)

## Riconoscimenti
- Tony Award
  - 2016 – Candidatura per la miglior attrice protagonista in un musical per Hamilton
- Grammy Award
  - 2016 – Miglior album di un musical teatrale per Hamilton
  - 2023 – Miglior album di un musical teatrale per Into the Woods
- Premio Emmy
  - 2021 – Candidatura per la migliore attrice non protagonista in una miniserie, serie antologica o film TV per Hamilton
- Drama League Award
  - 2013 – Candidatura per miglior performance per Natasha, Pierre & The Great Comet of 1812
  - 2023 – Candidatura per miglior performance per Camelot
- Lucille Lortel Award
  - 2014 – Candidatura per migliore attrice protagonista in un musical per Natasha, Pierre & The Great Comet of 1812
  - 2015 – Migliore attrice protagonista in un musical per Hamilton
- Drama Desk Award
  - 2023 – Candidatura per migliore interpretazione non protagonista in un musical per Into the Woods

## Doppiatrici italiane
Nelle versioni in italiano dei suoi film Soo è stata doppiata da:
- Erica Necci in Dopesick - Dichiarazione di dipendenza, Doctor Odyssey
- Elena Perino in The Code
- Emanuela Ionica in La Galleria dei Cuori Infranti

Come doppiatrice in italiano è stata sostituita da:
- Valentina Favazza in Over the Moon - Il fantastico mondo di Lunaria
- Erica De Matteis in Over the Moon - Il fantastico mondo di Lunaria (canto)
- Mariagrazia Cerullo ne L'unico e insuperabile Ivan